# Västifjärdgrundet
Västifjärdgrundet is een Zweeds eiland / zandbank behorend tot de Lule-archipel. Het is het westelijke eilandje van de eilandengroep Tistersöarna in de archipel. Het heeft geen vaste oeververbinding en heeft geen bebouwing.